# بكس شوب (كورنوال)
بكس شوب (بالإنجليزية: Box's Shop)‏ هي قرية تقع في المملكة المتحدة في كورنوال.